# Mistrzostwa Świata w Lekkoatletyce 2011 – rzut dyskiem kobiet
Rzut dyskiem kobiet – jedna z konkurencji rozgrywanych podczas lekkoatletycznych mistrzostw świata na Stadionie Daegu w Daegu. 
Obrończynią tytułu mistrzowskiego z 2009 roku była Australijka Dani Samuels. Ustalone przez IAAF minima kwalifikacyjne do mistrzostw wynosiły 62,00 metrów (minimum A) oraz 59,50 m (minimum B). 
Eliminacje odbyły się pierwszego dnia mistrzostw, w sobotę 27 sierpnia, o godzinie 10:05 grupy A i o 11:25 grupy B czasu miejscowego. 

## Terminarz
| Data        | Godzina |            |
| ----------- | ------- | ---------- |
| 27 sierpnia | 10:05   | Eliminacje |
| 28 sierpnia | 19:15   | Finał      |

## Rekordy
W tabeli ukazano rekordy poszczególnych kontynentów, rekord świata oraz rekord mistrzostw. Dodatkowo przedstawiono najlepszy wynik w rzucie dyskiem kobiet w sezonie 2011 przed rozpoczęciem rywalizacji na mistrzostwach świata.
|                                                | Zawodnik           | Wynik | Miejsce            | Data                  |
| ---------------------------------------------- | ------------------ | ----- | ------------------ | --------------------- |
| Rekord świata                                  | Gabriele Reinsch   | 76,80 | Neubrandenburg     | 9 lipca 1980(dts)     |
| Rekord mistrzostw                              | Martina Hellmann   | 71,62 | Rzym               | 31 sierpnia 1987(dts) |
| Liderka list światowych                        | Li Yanfeng         | 67,98 | Schönebeck         | 5 czerwca 2011(dts)   |
| Rekord Afryki                                  | Elizna Naudé       | 64,87 | Stellenbosch       | 2 marca 2003(dts)     |
| Rekord Azji                                    | Xiao Yanling       | 71,68 | Pekin              | 14 marca 1992(dts)    |
| Rekord Ameryki Północnej, Środkowej i Karaibów | Hilda Ramos        | 70,88 | Hawana             | 8 maja 1992(dts)      |
| Rekord Ameryki Południowej                     | Elisângela Adriano | 62,00 | São Caetano do Sul | 23 lipca 2011(dts)    |
| Rekord Europy                                  | Gabriele Reinsch   | 76,80 | Neubrandenburg     | 9 lipca 1988(dts)     |
| Rekord Oceanii                                 | Daniela Costian    | 68,72 | Auckland           | 22 stycznia 1994(dts) |

## Rezultaty
| Poz. - pozycja \| CR - rekord mistrzostw \| NR - rekord kraju \| AR - rekord kontynentu            |
| PB - rekord życiowy \| SB - najlepszy wynik w sezonie \| X - próba spalona \| – - pominięcie próby |
| * wyniki podawane w metrach                                                                        |

### Eliminacje
Do zawodów przystąpiły 24 zawodniczki z 17 krajów. W eliminacjach zostały podzielone na 2 grupy A i B. Wyznaczony przez organizatorów standard eliminacyjny wynosił 62.00 m (Q) i każda zawodniczka, która osiągnęłaby ten próg, znalazłaby się w finale. Jeżeli mniej niż 12 zawodniczkom udałoby się rzucić dysk tak daleko, to zawodniczki z najlepszymi rezultatami uzupełniłyby skład finału, tak by znalazło się w nim 12 dyskobolek.
| Poz. | Grupa | Zawodniczka               | Reprezentacja            | #1    | #2    | #3    | Rezultat | Uwagi |
| ---- | ----- | ------------------------- | ------------------------ | ----- | ----- | ----- | -------- | ----- |
| 1.   | A     | Nadine Müller             | Niemcy                   | 65.54 | -     | -     | 65.54    | Q     |
| 2.   | B     | Li Yanfeng                | Chiny                    | X     | 64.44 | -     | 64.44    | Q     |
| 3.   | A     | Yarelis Barrios           | Kuba                     | 63.80 | -     | -     | 63.80    | Q     |
| 4.   | B     | Żaneta Glanc              | Polska                   | 59.48 | 63.44 | -     | 63.44    | Q     |
| 5.   | A     | Tan Jian                  | Chiny                    | 62.26 | -     | -     | 62.26    | Q     |
| 6.   | B     | Stephanie Brown Trafton   | Stany Zjednoczone        | 61.89 | X     | 59.87 | 61.89    | q     |
| 7.   | A     | Zinaida Sendriūtė         | Litwa                    | X     | 56.61 | 61.72 | 61.72    | q     |
| 8.   | A     | Dragana Tomašević         | Serbia                   | 60.45 | X     | X     | 60.45    | q     |
| 9.   | B     | Denia Caballero           | Kuba                     | X     | 52.93 | 60.36 | 60.36    | q     |
| 10.  | B     | Nicoleta Grasu            | Rumunia                  | 60.13 | 58.25 | 59.58 | 60.13    | q     |
| 11.  | A     | Dani Samuels              | Australia                | 59.77 | 60.05 | 59.98 | 60.05    | q     |
| 12.  | A     | Darja Piszczalnikowa      | Rosja                    | 54.11 | 59.94 | 59.53 | 59.94    | q     |
| 13.  | B     | Aretha Thurmond           | Stany Zjednoczone        | 59.88 | X     | 59.48 | 59.88    |       |
| 14.  | A     | Ma Xuejun                 | Chiny                    | 55.80 | 59.34 | 59.71 | 59.71    |       |
| 15.  | A     | Gia Lewis-Smallwood       | Stany Zjednoczone        | X     | 56.91 | 59.49 | 59.49    |       |
| 16.  | A     | Natalija Fokina-Semenowa  | Ukraina                  | 56.73 | 55.16 | 58.27 | 58.27    |       |
| 17.  | B     | Monique Jansen            | Holandia                 | 58.23 | 58.06 | 57.96 | 58.23    |       |
| 18.  | A     | Andressa de Morais        | Brazylia                 | X     | 44.41 | 57.93 | 57.93    |       |
| 19.  | B     | Kazai Suzanne Kragbé      | Wybrzeże Kości Słoniowej | 57.55 | 55.75 | X     | 57.55    |       |
| 20.  | B     | Kateryna Karsak           | Ukraina                  | 57.54 | X     | 57.29 | 57.54    |       |
| 21.  | B     | Harwant Kaur              | Indie                    | 55.50 | 56.49 | 52.98 | 56.49    |       |
| 22.  | B     | Elisângela Adriano        | Brazylia                 | 56.28 | 53.70 | 56.45 | 56.45    |       |
| 23.  | A     | Věra Pospíšilová-Cechlová | Czechy                   | 53.87 | 51.52 | X     | 53.87    |       |
| 24.  | B     | Karen Gallardo            | Chile                    | 51.32 | 52.33 | 53.69 | 53.69    |       |

### Finał
| Poz.   | Zawodniczka             | Reprezentacja     | #1    | #2    | #3    | #4    | #5    | #6    | Wynik | Uwagi                     |
| ------ | ----------------------- | ----------------- | ----- | ----- | ----- | ----- | ----- | ----- | ----- | ------------------------- |
| Złoto  | Li Yanfeng              | Chiny             | 65,28 | 66,52 | 65,50 | 64,32 | 64,34 | 63,83 | 66,52 |                           |
| Srebro | Nadine Müller           | Niemcy            | 65,06 | 65,97 | 64,08 | 62,55 | X     | X     | 65,97 |                           |
| Brąz   | Yarelis Barrios         | Kuba              | X     | 61,87 | 65,73 | 63,93 | X     | 63,90 | 65,73 | Najlepszy wynik w sezonie |
| 4      | Żaneta Glanc            | Polska            | 63,91 | 62,30 | 63,11 | 62,69 | 62,17 | 60,32 | 63,91 |                           |
| 5      | Stephanie Brown Trafton | Stany Zjednoczone | 60,20 | 60,97 | 60,24 | 63,85 | 60,26 | X     | 63,85 |                           |
| 6      | Tan Jian                | Chiny             | 60,46 | 61,44 | 61,79 | 62,96 | X     | 61,12 | 62,96 |                           |
| 7      | Dragana Tomašević       | Serbia            | 62,26 | 58,97 | 62,48 | X     | 59,03 | 58,63 | 62,48 | Najlepszy wynik w sezonie |
| 8      | Nicoleta Grasu          | Rumunia           | 57,95 | 60,34 | 62,08 | 60,79 | 60,45 | 60,72 | 62,08 |                           |
| 9      | Denia Caballero         | Kuba              | 60,73 | 60,46 | X     |       |       |       | 60,73 |                           |
| 10     | Dani Samuels            | Australia         | 58,08 | 59,14 | X     |       |       |       | 59,14 |                           |
| 11     | Darja Piszczalnikowa    | Rosja             | 56,89 | 58,10 | 57,61 |       |       |       | 58,10 |                           |
| 12     | Zinaida Sendriūtė       | Litwa             | X     | 57,30 | 53,53 |       |       |       | 57,30 |                           |